# Papilio chaon
Papilio chaon is een vlinder uit de familie van de pages (Papilionidae). De wetenschappelijke naam van de soort is voor het eerst geldig gepubliceerd in 1845 door John Obadiah Westwood. Deze naam wordt wel beschouwd als een synoniem van Papilio nephelus.